# 南平村
南平村位于中國廣東省廣州市從化區温泉镇东南部，面积约3平方公里，辖12个经济社，总人口1040餘人。南平村在鳳凰山腳，森林覆蓋率97%。村先後榮獲「2019年中國美麗休閒鄉村」、「國家森林鄉村」、「廣東省文化和旅遊特色村」，第二屆廣東十大美麗鄉村稱號。